# Distrikt Usicayos
Der Distrikt Usicayos liegt in der Provinz Carabaya in der Region Puno in Südost-Peru. Der Distrikt wurde am 2. Mai 1854 gegründet. Er besitzt eine Fläche von 675 km². Beim Zensus 2017 wurden 9232 Einwohner gezählt. Im Jahr 1993 betrug die Einwohnerzahl 2877, im Jahr 2007 12.063. Sitz der Distriktverwaltung ist die 3778 m hoch gelegene Kleinstadt Usicayos mit 2464 Einwohnern (Stand 2017). Usicayos befindet sich etwa 50 km ostsüdöstlich der Provinzhauptstadt Macusani.

## Geographische Lage
Der Distrikt Usicayos befindet sich im Andenhochland im Südosten der Provinz Carabaya. Die Längsausdehnung in WSW-ONO-Richtung beträgt 43 km, die maximale Breite liegt bei etwa 28 km. Das Gebiet wird von mehreren Gebirgszügen mit Höhen zwischen 4700 m und 5100 m umschlossen. Der Río Usicayos durchquert den Distrikt in Richtung Ostnordost und entwässert das Areal zum Río Limbani, einem linken Nebenfluss des Río Inambari.
Der Distrikt Usicayos grenzt im Süden und im Südwesten an den Distrikt Crucero, im Westen an den Distrikt Ajoyani, im Norden an den Distrikt Coasa sowie im Osten an den Distrikt Limbani (Provinz Sandia).

## Ortschaften
Neben dem Hauptort gibt es folgende größere Ortschaften im Distrikt:
- Coyorana (341 Einwohner)
- Ketapalo (418 Einwohner)
- Oscoroque (428 Einwohner)
- Phusca (408 Einwohner)
- Sallacconi (875 Einwohner)